# Воробьёв, Дмитрий Николаевич
Дми́трий Никола́евич Воробьёв (род. 24 июня 1979 года) — российский поэт, переводчик и педагог.

## Биография
Закончил географический факультет Чувашского государственного университета им. И. Н. Ульянова, аспирантуру при кафедре философии.
Кандидат философских наук (диссертация «Методологические проблемы теоретизации географии», 2004).
С 2005 года преподает в ЧГПУ им. И. Я. Яковлева.
Поэтические произведения и переводы публиковались в журналах «Воздух» и «Волга», сетевых журналах Textonly, Цирк-Олимп+ТВ, Рец и др. Участвовал в поэтических фестивалях в Нижнем Новгороде, Чебоксарах, Москве, Рязани.
Первая книга стихов вышла в 2004 году. Отдельные произведения переводились на чувашский и шведский английский языки.

## Критическое восприятие
Критика отмечала творческое развитие Воробьёвым поэтических открытий его земляка Геннадия Айги. Так, Дмитрий Кузьмин в предисловии к стихам из цикла «Возвращение» указывал:

В поэтическом инструментарии Айги Воробьёв выделяет индивидуальное (факультативное), чтобы от него отказаться (словесные деформации и сращения, авторская пунктуация), и сущностное, каноническое, подлежащее воспроизведению: ослабленные синтаксические связи, преобладание номинации над предикацией (а уж если глагол, то, по возможности, не в личной форме), лексическая аскеза, окна-пробелы-просветы. (…) Предметно-тематический репертуар Воробьёва столь же ограничен, сколь и словарь, — и в этом тоже можно видеть идеологическую подоплёку (идея творчества как смирения была не чужда Айги — а Воробьёв и вовсе готов полностью отшелушить иронические коннотации от старой метафоры «столпничество стиля»), — тем любопытнее, что при всем том ему удается не только говорить, но и сказать.

Тему «Айги и Воробьёв» рассматривал и Кирилл Корчагин в рецензии на книгу «Зимняя медицина», подчёркивая мировоззренческое различие двух авторов, сосредоточенность Воробьёва на посюстороннем содержании метафизически нагруженного пейзажа. Александр Житенёв в послесловии к той же книге «Зимняя медицина» также расценивает присущие Воробьёву «поэтику „разреженного“ слова» и «обращённость к ускользающему» как «очевидную отсылку к „неоавангардным“ практикам».
Поэт Сергей Сумин в рецензии на книгу «Зимняя медицина» пишет:

Стихи Дмитрия Воробьёва вырастают из немоты, до-словесной материи, из которой происходят не только стихи, а вообще всё на свете. Этот хаос, тёмная материя, тишь, обладает, как оказывается, огромным потенциалом для произведения из них текстов. Стихи растут медленно, слова рождаются неохотно, будто кто-то медлит и медлит перед рождением. Метафоры? Да нет, их как раз немного, все точно указывает на предметы, на стихии, на мир. Все очень скупо, некрасочно, черно-бело. Да и сами тексты — как маленькие животные.

## Публикации

### Сборники стихов
- Дмитрий Воробьев. Зимняя медицина: Стихи. — Ariel Förlag, 2015. — 68 с. (Серия «Мален». Вып. 7). ISBN 978-91-87605-19-5.
- Дмитрий Воробьев. Желтые стихи. — Чебоксары: О. С. А., 2007. — 24 с.
- Дмитрий Воробьев. 8 стихотворений. — Чебоксары: О. С. А., 2005. — 14 с.
- Дмитрий Воробьев. Автопоэзис: стихи. — Чебоксары: free poetry, 2004. — 24 с.

### Переводы на шведский и норвежский языки
- Леннарт Шёгрен. Свинья / пер. со швед. Д. Воробьёва // Шёгрен, Леннарт. Избранные стихи / пер. со швед.; под руководством А. Прокопьева и М. Нюдаля : сборник. — Чебоксары: Free poetry, 2016. — С. 4—7.
- Кристиан Лундберг. Ярден: повесть / перевод со шведского Д. Воробьева. — Ariel förlag, 2016. 120 с. ISBN 978-91-87605-21-5[17]
- Кристиан Лундберг. Ярден (отрывок повести) / перевод со шведского И. Трера и Д. Воробьева // Графит: литературный альманах. 2015. № 8.
- Гуннар Вэрнесс. Стань миром и другие стихи / перевод с норвежского Марии Дановой, Алексея Сельницына, Дмитрия Воробьева, Микаэля Нюдаля, Лиды Стародубцевой. Кноппарп/Чебоксары: Ariel förlag, 2012. — 80 с. ISBN 978-91-977578-2-9.
- Тур Ульвен. Избранное: стихи / перевод с норвежского Иосифа Трера и Дмитрия Воробьева при участии Микаэля Нюдаля и Гуннара Вэрнесса. Кноппарп / Чебоксары: Ariel förlag, 2010. — 252 с. ISBN 978-91-977578-3-6.
- Гуннар Вэрнесс. Слова стоят (подборка стихотворений) // Воздух. 2010. № 3.
- Тур Ульвен. Под лыжней (подборка стихотворений) // Новая реальность. 2009. № 7.
- Кристиан Лундберг. Всё и это счастье из ничто. (Поэма жизнеописания. Четыре отрывка) // Сетевой журнал Textonly. 2009. № 2 (29).
- Тур Ульвен. Из белой книги черной магии (подборка prose poems) // Сетевой журнал Textonly. 2008. № 2 (26).
- Тур Ульвен. Из книги «Точка исчезновения» (подборка стихотворений) // Воздух. 2008. № 2.

## Награды и признание
- Премия Андрея Белого в номинации «Перевод» за переводы со шведского и норвежского языков (2016)[18].
- Номинация на Премию имени П. П. Бажова (2015)[19].
- Лонг-лист премии «Русский Гулливер» в номинации «Поэтическая рукопись» (2014)[20].